# بو هاريس
بو هاريس (بالإنجليزية: Bo Harris)‏ هو لاعب كرة قدم أمريكية أمريكي، ولد في 16 يناير 1953 في ليسفيل في الولايات المتحدة.

## وصلات خارجية
- بو هاريس على موقع مرجع كرة القدم المحترفة.كوم (الإنجليزية)